# Ái Tử
Ái Tử là một xã thuộc tỉnh Quảng Trị, Việt Nam được thành lập vào 16 tháng 6 năm 2025 từ việc hợp nhất xã Triệu Ái, xã Triệu Giang, xã Triệu Long.

## Lịch sử
Ngày 16 tháng 6 năm 2025, Ủy ban Thường vụ Quốc hội ban hành Nghị quyết số 1680/NQ-UBTVQH15 về việc sắp xếp các đơn vị hành chính cấp xã của tỉnh Quảng Trị năm 2025.. Theo đó, hợp nhất xã Triệu Ái, xã Triệu Giang, xã Triệu Long thành xã Ái Tử.